# Gemeine Goldwespe
Die Gemeine Goldwespe oder Feuer-Goldwespe (Chrysis ignita) ist eine Art aus der Familie der Goldwespen (Chrysididae).

## Merkmale

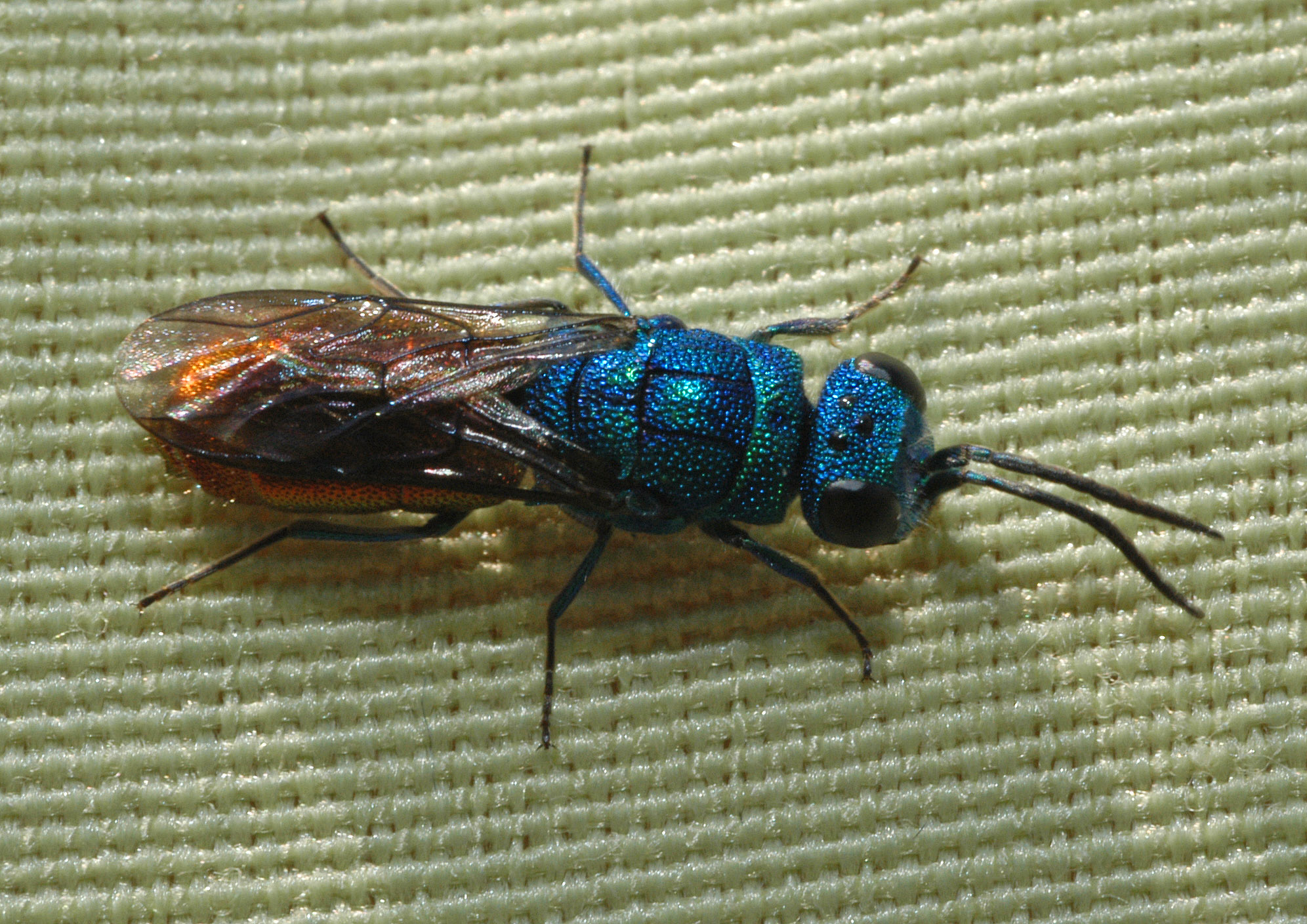
Chrysis ignita oder Chrysis terminata (die Arten wurden bis 2014 regelmäßig verwechselt und sind auf Fotos nicht unterscheidbar)

Die Gemeine Goldwespe erreicht eine sehr unterschiedliche Körperlänge von 4 bis 13 Millimetern und hat einen schlanken Körperbau. Ihr Kopf und Thorax sind leuchtend grünblau und weisen oft einen goldenen, metallischen Schimmer auf. Ihr Abdomen ist kupferrot bis rot metallisch-glänzend, die Unterseite ist aber metallisch grün oder blau. Am Hinterrand des Tergits des letzten Hinterleibssegmentes sind vier Zähnchen zu erkennen. Die Oberfläche dieses Tergits ist auch deutlich feiner punktiert, als die des vorletzten. Die Körpergröße der Art variiert deswegen so stark, da sie ein großes Spektrum von Wirten befällt und dadurch auch die Nahrung der Larven jeweils unterschiedlich ist.

## Vorkommen
Die Tiere kommen in Europa und Westasien praktisch überall vor, wo es Stechimmen gibt, sie bevorzugen aber trockene und sonnige Gegenden. Sie sind die häufigste Art der Goldwespen in Mitteleuropa und fliegen von April bis September.

## Lebensweise und Fortpflanzung
Die Tiere leben parasitisch von verschiedensten Stechimmen, wie etwa von Falten- und Grabwespen, aber auch von Mauer- und Pelzbienen. Diese stark unterschiedlichen Lebensweisen begründen sich vielleicht darin, dass es sich in Wirklichkeit um mehrere noch nicht unterschiedene Arten handelt. Dies ist auf Grund der ohnehin schweren Unterscheidbarkeit der Arten innerhalb der Gattung nicht unwahrscheinlich.
Die Weibchen legen ihre Eier einzeln in die Nester aculeater Hautflügler wie z. B. von Mauerbienen und Lehmwespen. Die Larve frisst als erstes das Ei oder die schon geschlüpfte Larve ihres Wirtes und danach deren Nahrungsvorräte. Anschließend verpuppt sie sich im fremden Nest.